# Comuna de Naruszewo
Naruszewo (polaco: Gmina Naruszewo) é uma gminy (comuna) na Polónia, na voivodia de Mazóvia e no condado de Płoński. A sede do condado é a cidade de Naruszewo.
De acordo com os censos de 2004, a comuna tem 6640 habitantes, com uma densidade 41,6 hab/km².

## Área
Estende-se por uma área de 159,55 km², incluindo:
- área agricola: 77%
- área florestal: 17%

## Demografia
Dados de 30 de Junho 2004:
|                      | Total   | Total | Mulheres | Mulheres | Homens  | Homens |
| -------------------- | ------- | ----- | -------- | -------- | ------- | ------ |
|                      | pessoas | %     | pessoas  | %        | pessoas | %      |
| População            | 6640    | 100   | 3280     | 49,4     | 3360    | 50,6   |
| Densidade (pop./km²) | 41,6    | 100   | 20,6     | 20,6     | 21,1    | 21,1   |

De acordo com dados de 2002, o rendimento médio per capita ascendia a 1372,67 zł.

## Subdivisões
- Dłutowo, Drochowo, Grąbczewo, Januszewo, Kozarzewo, Krysk, Łazęki, Michałowo, Nacpolsk, Naruszewo, Nowe Naruszewo, Nowy Nacpolsk, Pieścidła, Postróże, Potyry, Radzymin, Rąbież, Skarboszewo, Skarszyn, Skwary, Sobanice, Sosenkowo, Srebrna, Stachowo, Stary Nacpolsk, Strzembowo, Troski, Wichorowo, Wronino, Zaborowo, Żukowo.

## Comunas vizinhas
- Bulkowo, Czerwińsk nad Wisłą, Dzierzążnia, Mała Wieś, Płońsk, Wyszogród, Załuski